# قوة الرد السريع

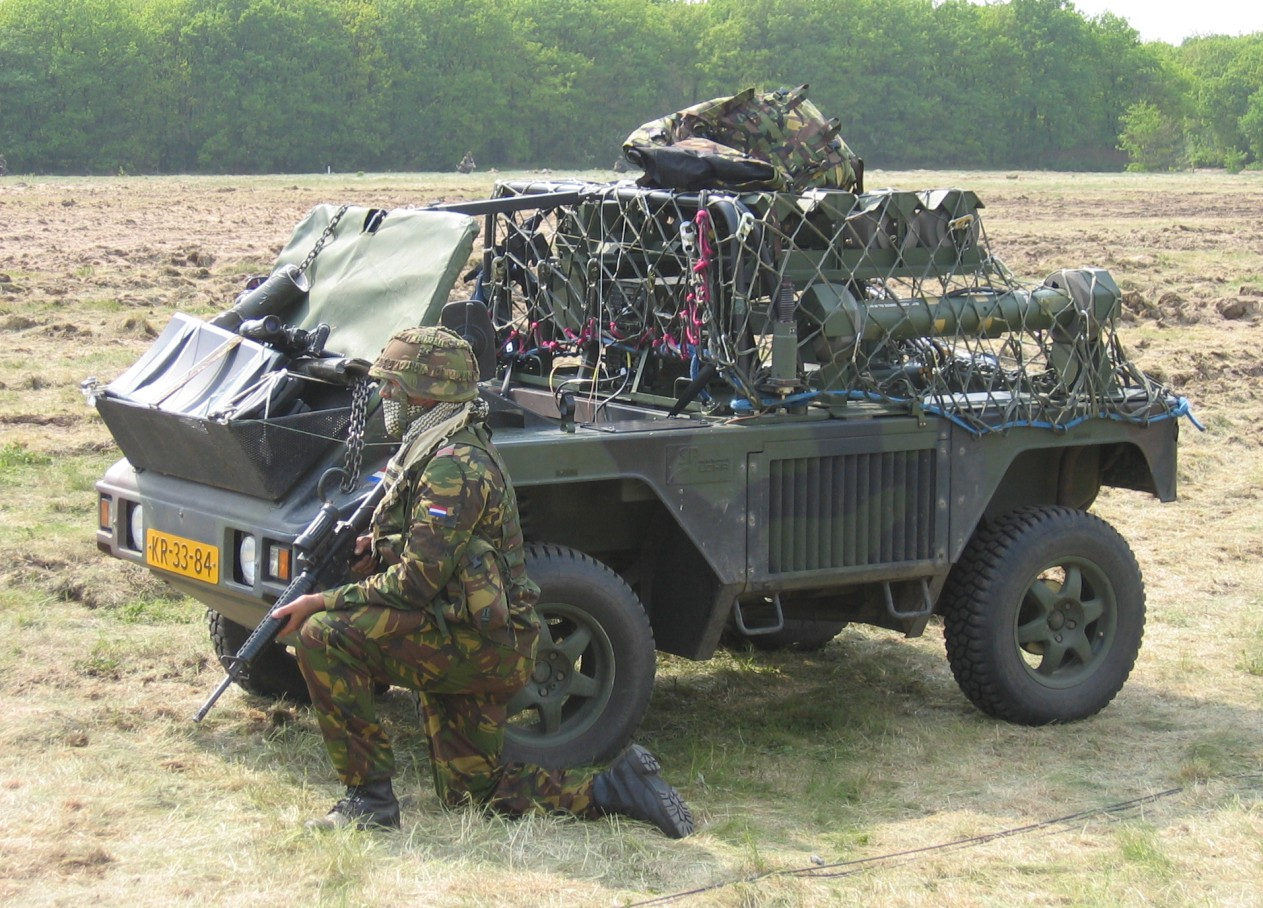

قوة الرد السريع (بالإنجليزية: Rapid reaction force) هي وحدة عسكرية أو شرطية مصممة للاستجابة في أطر زمنية قصيرة جدًا لحالات الطوارئ. عند استخدامها للإشارة إلى قوات الشرطة مثل فرق الأسلحة والتكتيكات الخاصة، فإن الإطار الزمني هو دقائق، بينما في التطبيقات العسكرية، مثل استخدام المظليين أو الكوماندوز الأخرى، يكون الإطار الزمني من ساعات إلى أيام.
تم تصميم قوى الرد السريع للتدخل السريع كرأس حربة لكسب وتثبيت الأرض في القتال الذي يتكشف بسرعة أو في صراعات منخفضة الحدة، مثل الانتفاضات التي تتطلب إخلاء السفارات الأجنبية. نظرًا لأنه يتم نقلها عادةً عن طريق الجو، فإن هذه الوحدات العسكرية عادةً ما تكون مسلحة بشكل خفيف، ولكنها غالبًا ما تكون مدربة تدريباً جيداً للغاية للتعويض عن الأسلحة الصغيرة والخفيفة التي يخدمها الطاقم ونقص المركبات والدروع والمعدات الثقيلة مثل الدبابات.